# Hjuldamper
En hjuldamper er et fartøj, der drives frem ved hjælp af et eller flere skovlhjul drevet af én eller flere dampmaskiner. Skibe med skovlhjul er langt ældre end dampmaskinen og har gennem tiden været drevet af mennesker eller dyr og senere af dieselmotorer.
Hjuldampere opdeles typisk i to typer: dem, der har skovlhjul agter, og dem, der har skovlhjul på siden af skibet. Skovlhjulet var den første form for mekanisk fremdriftsmiddel til skibe. Hjuldampere har ofte PS foran deres navn efter den engelske betegnelse Paddle Steamer, men kan også have SS (Steam Ship) som fx Hjejlen.

## Skovlhjulet
Skovlhjulet eller skovlhjulene er store hjul med en ramme, ofte bygget af stål, der yderst er forsynet med et større antal blade. Når disse er i vandet, er det typisk den nederste fjerdedel af hjulet, der er under vand. Ved at dreje skovlhjulet opnås tryk, der afhængig af rotationsretningen driver skibet frem eller tilbage. Der er også udviklet nyere metoder, der søger at holde bladene nærmere en lodret position, når de er i vandet, for på denne måde at skabe et større tryk og dermed større effektivitet.

## Hjuldampertyper
Der er principielt to forskellige måder at anbringe skovlhjulene på. Et enkelt hjul i agterstavnen eller et hjul på hver side af skibet. Hjuldampere med hjulet agter har typisk været anvendt som flodbåde, da de har kunnet gøres væsentligt smallere end skibe med hjulene på siden af skroget. Også denne type har været anvendt til flodsejlads, men oftere til sejlads langs kyster, og stort set alle oceangående hjuldampere har haft hjul på siden.

## Udviklingen
De tidligste fartøjer med skovlhjul kendes tilbage fra det 4. århundrede, hvor en romersk forfatter beskriver et oksedrevet krigsskib.
Også i Kina blev der tidligt bygget fartøjer med skovlhjul. De kendes fra det 5. og 6. århundrede og blev også brugt i det 12. århundrede, hvor der blev bygget fartøjer med op til 11 skovlhjul på hver side.
I 1543 byggede den baskiske ingeniør Blasco de Garray et eksperimentalt fartøj, der blev drevet frem af et skovlhjul på hver side. Samme år viste han tegningerne til skib, fremdrevet af et meget stort hjul, der blev drevet af damp, til den spanske konge, Carlos I, men kongen var ikke interesseret. .
I 1783 byggede Markis Claude de Jouffroy af Lyon den første hjuldamper, Pyroscaphe. Damperen havde en enkelt dampmaskine med dobbeltvirkende stempel, som drev et skovlhjul på 4 meter i diameter på hver side af skroget. Den 15. juli 1783 sejlede den op ad Saônefloden i 15 minutter, indtil maskinen satte ud. Af politiske årsager blev der ikke udviklet mere på fartøjet.
 I 1787 opfandt Patrick Miller af Dalswinton en dobbeltskroget båd, der blev drevet frem af mænd, der drejede på en kapstanaksel, som trak et skovlhjul på hver side. Skibet blev prøvesejlet på Firth of Forth i Skotland. I 1788 foreslog den skotske ingeniør William Symington, at Miller skulle prøve med damp som drivkraft, og det lykkedes at få eksperimentalfartøjer til at sejle med damp både i 1788 og 1789 på en skotsk sø. I 1802 byggede Symington selv en bugserbåd, der skulle slæbe pramme for Forth and Clyde Canal Company. Charlotte Dundas, som skibet hed, slæbte med succes to 70-tons pramme omkring 30 km i stærk modvind under forsøgssejladsen, men selskabets ledelse frygtede, at hækbølgen fra båden ville have skadelig indflydelse på kanalens bredder, så selskabet bestilte ikke flere både.
I 1807 kom så den første hjuldamper, der fik kommerciel succes. Det var Robert Fultons North River Steamboat (også kaldet Clermont), som sejlede gods og passagerer mellem New York City og Albany. Efter denne begyndte dampdrevne skibe med skovlhjul at blive taget i brug over store dele af verden.

## Havgående hjuldampere
Den første tur med en hjuldamper, der sejlede på havet, blev foretaget af damperen Albany i 1808. Den sejlede for damp fra Hudsonfloden til Delawarefloden. Turen blev foretaget for at flytte båden til et nyt marked, og efter succesen begyndte man i stigende omfang at benytte hjulampere til korte ture langs kyster.
Den første hjuldamper, der krydsede Atlanten, var Savannah, bygget i 1819. Den sejlede fra Savannah i Georgia, USA den 22. maj 1819 og ankom til Liverpool, England den 20. juni. Ud over hjulene og dampmaskinen var skibet også forsynet med et fuldt sæt sejl, som kunne supplere maskinen, når vejret var til det. Dampmaskinen havde været anvendt 18 af turens 29 dage.
I 1822 krydsede Aaron Manby, bygget af Charles Napier Den engelske Kanal på en tur fra London til Paris. Dette var både den første dampdrevne rejse over Kanalen og den første rejse til havs med et skib bygget af jern.
 I 1838 krydsede den lille paketbåd Sirius Atlanterhavet som den første udelukkende ved brug af damp. Derved slog den Isambard Kingdom Brunels meget større SS Great Western med en enkelt dag. Great Western var den første hjuldamper, der var bygget direkte til atlanterhavssejlads,og med den begyndte regelmæssig hjuldampertrafik over Atlanten. Brunel byggede også SS Great Eastern i 1858, som var den største hjuldamper, der nogensinde er bygget. Den havde dog også skrue og sejlrigning som supplement til skovlhjulene. Great Eastern var 211 meter lang og vejede 32.000 tons. Dens skovhjul var 17 meter i diameter. Skibet blev i øvrigt en økonomisk fiasko, da det rullede så voldsomt, så ingen passagerer ville sejle med det, men i 1865 var det Great Eastern, der udlagde telegrafkablet mellem Europa og USA.

## Hjuldampernes praktiske endeligt
Efter opfindelsen af skibsskruen i begyndelsen af 1800-tallet blev hjuldampere hurtigt forældede til oceangående transporter. I 1845 besluttede det britiske admiralitet én gang for alle at få afgjort, hvad der var bedst, skruer eller skovlhjul. Man arrangerede derfor en konkurrence mellem det skruedrevne Rattler på 888 ton og det hjuldrevne Alecto på 800 ton. Begge skibe havde en dampmaskine på 200 Hk. Konkurrencen bestod af en kapsejlads over 80 miles, en kapsejlads over 60 miles og en "tovtrækning". Rattler vandt de to kapsejladser med henholdsvis 23 minutter og 40 minutter. Den sidste sejlads blev foretaget i hård modvind og med høje søer. Den sidste konkurrence blev afholdt på en helt vindstille dag. De to skibe blev bundet sammen med agterenderne mod hinanden. Derefter skulle de sejle i hver sin retning. Alecto nåede maksimal effekt først og bugserede Rattler i fem minutter, men derefter nåede Rattlers maskiner fuld effekt, og resultatet blev, at Rattler trak Alecto med agterenden forrest med en fart af 2,8 knob. Herefter byggede den engelske flåde udelukkende skruedrevne skibe.
Hjuldampere forblev dog i brug til kystfart og som flodbåde i flere år grundet deres lave dybgang og store manøvredygtighed. Specielt damperne med sidehjul kan manøvrere meget hurtigt, da hjulene kan kobles ind uafhængigt af hinanden, og det ene hjul kan gå frem, mens det andet går bak.

## Hjuldampere i dag
Der eksisterer stadig hjuldampere, men de fleste anvendes til sejlads med turister eller som museer. Der er stadig hjuldampere blandt andet på Mississippi, men de findes også enkelte steder i Europa. Det er dog meget få hjuldampere, som er helt originale. Blandt de interessante hjuldampere kan nævnes:
DS Skibladner, der sejler på Mjøsasøen i Norge, er verdens ældste hjuldamper, bygget i 1856.
SS Hjejlen, bygget i 1861, og stadig i drift på Silkeborgsøerne i Danmark er den ældste hjuldamper, der stadig anvender den oprindelige dampmaskine.
PS Waverley, bygget i 1946 er den sidste havgående hjuldamper i aktiv drift. Den sejler krydstogter ud fra britiske havne hvert år.
Goethe, bygget i 1913 var indtil 2008 den sidste hjuldamper, der sejlede på Rhinen. Dette år blev Goethes dampmaskineri udskiftet med dieselmotorer med hydraulisk kraftoverførsel til skovlhjulene.
En enestående flåde af gamle driftsklare passager-hjuldampere findes i Dresden i Tyskland, hvor Sächsische Dampfschiffahrt i sommerhalvåret holder ni historiske hjuldampere i drift på Elben. Syv af disse har rundet 100 år; den ældste, Stadt Wehlen, er bygget 1879. Diesbar fra 1884 fremstår kulfyret med originale styre- og stageindretninger, og er forsynet med verdens ældste idriftværende skibsdampmaskine fra 1841, mens de otte andre hjuldampere i 1990'erne er moderniseret med bl.a. gasfyrede kedler og bovpropeller. Alle har fortsat det originale dampmaskineri i brug som fremdrivning. De to nyeste dampere, Dresden fra 1926 og Leipzig fra 1929, er også de største. Leipzig måler 70,1 m i længden og 12,9 m i bredden.
Desuden sejler der hjuldampere enkelte andre steder i Tyskland, samt på Lucernesøen, Zürichsøen og Genevesøen i Schweiz og på Comosøen i Italien og flere andre steder i Europa. På Mississippifloden og Savannahfloden er der også forsat sejlads med hjuldampere. De fleste af disse har dog udskiftet dampmaskinen eller er direkte bygget med dieselmotorer til at drive skovlhjulene.

## Eksterne referencer
- Hjuldampere jf Encyclopedia Britannica
- Hjuldampere
- Om justerbare skovlhjul Arkiveret 30. januar 2008 hos  Wayback Machine
- Om hjuldamperen Goethe
- Rederiet bag hjuldamperflåden i Dresden